# No. 203 Squadron RAF
Le No. 203 Squadron RAF est un escadron de la Royal Air Force, d'abord créé sous le nom de No. 3 Squadron RNAS au sein du Royal Naval Air Service avant de prendre son nom définitif lors de la fusion du RNAS et du Royal Flying Corps.
Mis sur pied peu de temps avant le début de la Première Guerre mondiale, l'escadron est d'abord engagé dans la campagne de Gallipoli sous le commandement du pionnier de l'aéronavale Charles Rumney Samson (en), puis en Bulgarie. L'escadron passe ensuite en France et combat pour le reste de la guerre sur le front de l'Ouest. Il compte dans ses rangs plusieurs pilotes célèbres : Redford Mulock (le premier Canadien et le premier pilote du RNAS à devenir un as de l'aviation), Raymond Collishaw (le deuxième meilleur pilote canadien du conflit), Tom F. Hazell (le 5e meilleur pilote britannique) et Robert A. Little (le meilleur pilote australien),.
En 1920, le No. 203 Squadron RAF est démantelé, pour être reformé neuf ans plus tard et devenir une unité de reconnaissance équipée de Supermarine Southampton. Basée à Basra au commencement de la Seconde Guerre mondiale, l'escadron opère surtout sur les zones côtières de la Mer Rouge et de la Méditerranée avant de passer en Inde en 1943. Là, il est affecté à des patrouilles côtières également dans le golfe du Bengale. Il est rapatrié en Angleterre en 1947 pour être rattaché au RAF Coastal Command et être assigné à des patrouilles côtières jusqu'à sa dissolution en 1977. Le No. 203 Squadron RAF est remis sur pied en 1996 pour devenir une unité de réserve équipée d'hélicoptères Westland WS-61 Sea King mais est de nouveau dissous en 2014 à la suite du retrait du service de ce modèle d'hélicoptères par la RAF.

## Commandants
- 1918 - 1919 Tom F. Hazell